# Innuendo (bài hát)
Innuendo là một bài hát của ban nhạc Rock Queen. Đây là bài hát mở đầu của album cùng tên. Bài hát do Freddie Mercury sáng tác cùng với và Roger Taylor viết lời. Đây là bài hát dài hơn 6 phút rưỡi. Bài hát đã đứng thứ nhất trong bảng xếp hạng của Anh.
Bài hát có ảnh hưởng lớn từ ca khúc "Kashmir" của Led Zeppelin. Mặc dù trong bài hát có phần ghi ta sô lô kiểu flamenco của tay chơi ghi ta Steve Howe từ ban nhạc Yes.
Bài hát và các phần trong bài "Kashmir" đã được Robert Plant thể hiện cùng với ba thành viên còn lại của Queen tại buổi công diễn kỷ niệm Freddie Mercury. Tuy nhiên, bài hát đã không có trong đĩa Freddie Mercury Tribute DVD, do Robert Plant không nhớ lời bài hát và do vậy, đã hát không được chính xác.